# Медвежье (Палехский район)
Медве́жье — деревня в Палехском районе Ивановской области. Входит в состав Раменского сельского поселения.

## География
Деревня находится в южной части района, к юго-западу от лесного Медвежского озера, на расстоянии 8,4 км к югу от города городского типа Палех (9,6 км по автодорогам), административного центра района.

### Часовой пояс
Деревня Медвежье, как и вся Ивановская область, находится в часовой зоне МСК (московское время). Смещение применяемого времени относительно UTC составляет +3:00.

## История
В 2005—2009 годах деревня входила в состав Тименского сельского поселения.

## Население
| 1859 | 1905 | 2010 |
| ---- | ---- | ---- |
| 230  | ↗321 | ↘12  |